# Форст (Виссен-Зиг)
Форст (нем. Forst) — община в Германии, в земле Рейнланд-Пфальц.
Входит в состав района Альтенкирхен-Вестервальд. Подчиняется управлению Хам (Зиг). Население составляет 634 человека (на 31 декабря 2010 года). Занимает площадь 4,25 км².